# Lidths gaai
Lidths gaai (Garrulus lidthi) is een zangvogel uit de familie Corvidae (kraaien). De vogel werd voor het eerst geldig beschreven door Charles Lucien Bonaparte. Het holotype was afkomstig uit het museum van de Nederlandse dierkundige Th.G. van Lidth de Jeude. Het is een kwetsbare, endemische vogelsoort op de Riukiu-eilanden.

## Kenmerken
Deze gaai is gemiddeld 38 cm lang, groter dan de  garrulus glandarius (gaai). Het is een afwisselend bruin en blauw gekleurde kraaiachtige met een zwarte kop en nek en een donkerblauwe staart. De rug, borst en buik zijn fraai kastanjebruin van kleur. De staart- en handpennen hebben witte vleugelpunten.

## Verspreiding en leefgebied
Deze soort is endemisch op de Amami-eilanden ( Riukiu-eilanden, Japan). Het leefgebied waarin de vogel bij voorkeur voorkomt bestaat uit volgroeid natuurlijk, groenblijvend loof- of naaldbos. Daarnaast wordt de vogel ook gezien in bos rond agrarisch gebied en bij menselijke nederzettingen.

## Status
Lidths gaai heeft een beperkt verspreidingsgebied en daardoor is de kans op uitsterven aanwezig. De grootte van de populatie werd in 2012 door BirdLife International geschat op ongeveer 3900 volwassen individuen; de populatie-aantallen zijn nu mogelijk stabiel. Men vermoedt dat ingevoerde roofdieren, zoals de Indische mangoeste (Herpestes javanicus), het voortplantingssucces van deze gaai ongunstig beïnvloeden, wat zeker in het verleden het geval was. Om deze reden staat deze soort als kwetsbaar op de Rode Lijst van de IUCN.